# Coenosia spumicola
Coenosia spumicola är en tvåvingeart som beskrevs av Adrian C. Pont 1973. Coenosia spumicola ingår i släktet Coenosia och familjen husflugor. Inga underarter finns listade i Catalogue of Life.